# エドガー・ウォーレス

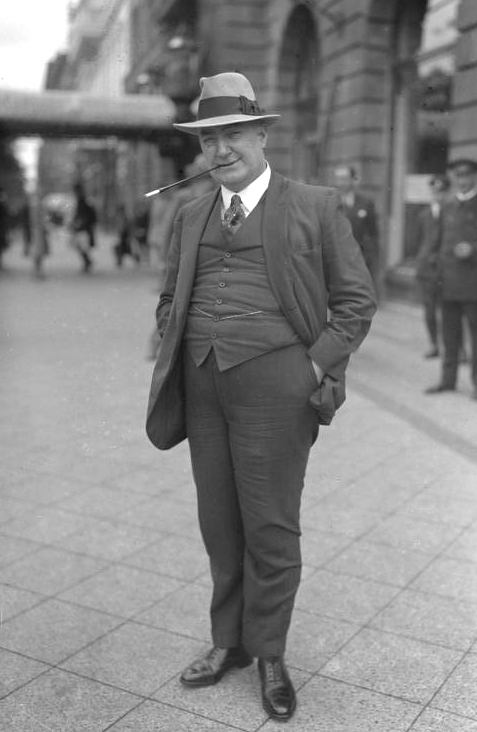
エドガー・ウォーレス(1928)

リチャード・ホラティオ・エドガー・ウォーレス（Richard Horatio Edgar Wallace、1875年4月1日 - 1932年2月10日）は、イギリスの作家。1910-20年代に推理・スリラー小説で一大人気を誇り、また映画『キングコング』の脚本でも知られる。
ロンドンに生まれ、様々な職を経験の後に陸軍に入隊し第二次ボーア戦争に従軍、南アフリカで通信記者を経て、帰国後にスリラー作家としてデビュー。非常に多産で、当時イギリスで読まれた本の1/4はウォーレスの作品だと言われたほどだった。1931年の総選挙で敗れた後、アメリカに渡りハリウッドで映画の脚本を手がけ、「植民地の想像力」による『キングコング』や、J.G.リーダーものの推理ドラマ、グリーン・アーチャーものを残した。作品は5000万部以上を売り上げ、『エコノミスト』誌では「20世紀で最も多産なスリラー作家の一人」としている。

## 生涯

### 生い立ち
ロンドンのグリニッジ、アシュバーンハム通りで、俳優である両親リチャード・ホレーショ・エドガーとメアリー・ジェーン・"ポリー"・リチャーズ（旧姓ブレア）の私生児として生まれる。母メアリーは1843年リバプール生まれ、一家で営む劇場で働いていたが、貿易商船の船長だった夫に死別しポリー・リチャーズの芸名で女優となる。1872年にマリオットファミリーの一座に参加し、その一家のホレーショ・エドガーとの間の子供エドガーを生み、助産婦の友人で10人の子持ちだったビリングズゲートの魚屋であるフリーマン夫妻を紹介されて、養育を依頼した。
エドガーはリチャード・ホレーショ・エドガー・フリーマンとして、幸せな幼年時代を過ごした。メアリーは1878年頃には養育費を払う余裕がなくなり、フリーマン夫妻はエドガーを養子にする 。12歳の時、養父ジョージ・フリーマンは彼に十分な教育を受けさせようと、サザーク・ロンドン特別区ペッカムのセント・アルフィージ・ウィズ・セント・ピーター寄宿学校に行かせるが、無断欠席を繰り返した。十代前半の彼は、フリート街近くのルドゲート交差点の新聞売り、牛乳配達、ゴム工場の工員、靴屋助手、船の調理師など多くの職に就いた。ルドゲート交差点には、彼の新聞業界との出会いを記念する額が飾られている。また金を盗んだために牛乳配達を馘首になったこともあった。
1894年にテムズ川南岸デットフォードに住むエディス・アンストリーと婚約したが、それを解消して歩兵隊に入隊した。軍への登録名は、『ベン・ハー』の作者ルー・ウォーレスから取ったエドガー・ウォーレスとした。その時の健康診断の記録では、スラム街で育った彼は胸囲が33インチしかなかった。1896年に西ケント連隊として南アフリカに配属される。彼は軍隊生活を嫌い、医療部隊への転属を図りすんなり通ったが、そこは勤務は容易でも、より以上に不快なものであったため、報道部隊に再度転属し、ようやく居心地のよさを見いだした。

### 1898–1918年

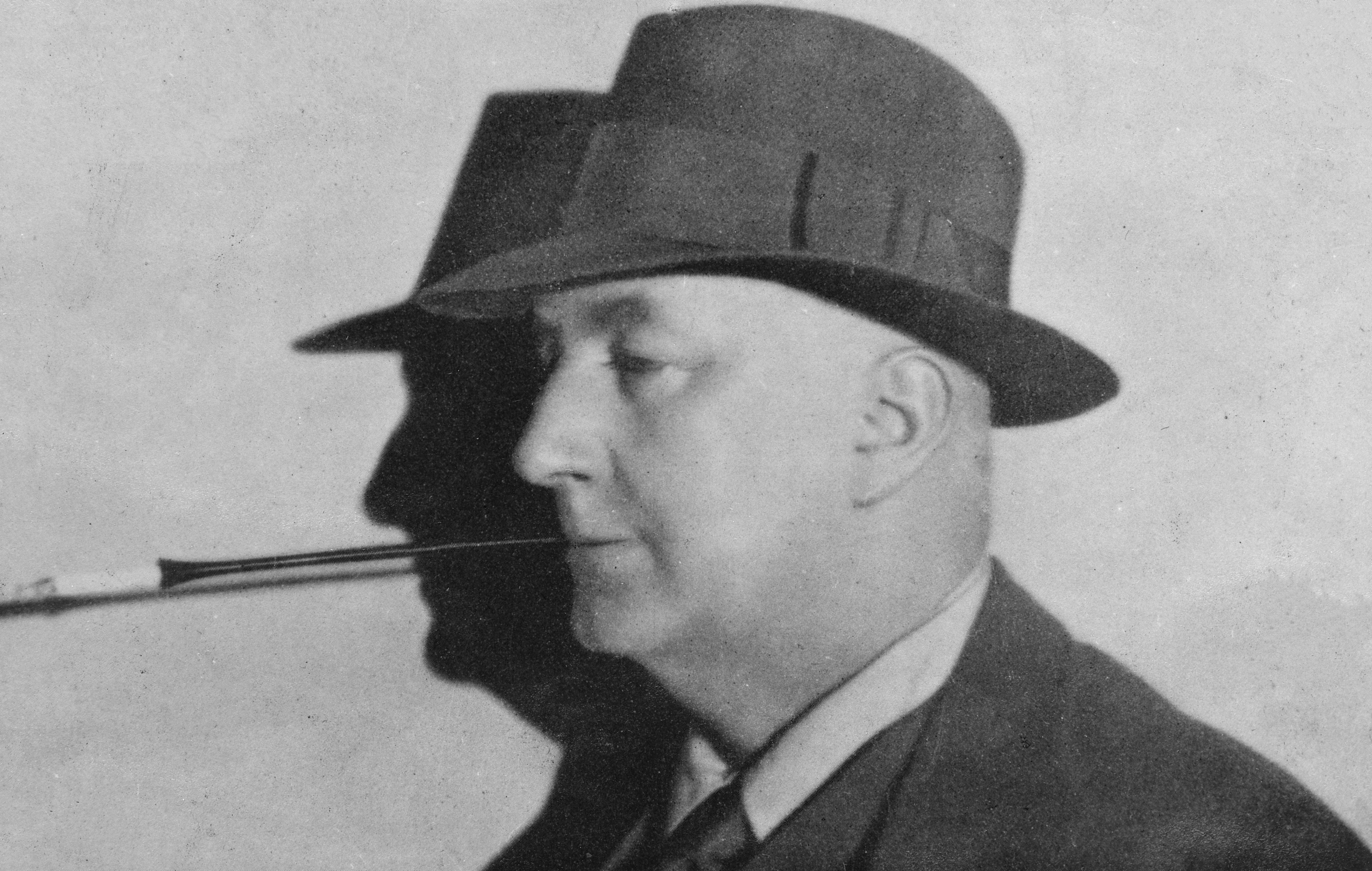
エドガー・ウォーレス c. 1898–1902

ウォレスは1898年にケープタウンでラドヤード・キップリングに出会って多大な影響を受け、詩と歌の出版を始める。この年に最初のバラッド『失敗した任務!』を刊行。ケープタウンでは計3冊の詩集を刊行する。1899年に除隊して、執筆専業となる。彼はアフリカに留まって従軍記者となり、第2次ボーア戦争の期間中、最初にロイターの、1900年からは『デイリー・メール』紙や他の雑誌に執筆した。
1901年に南アフリカにおいて、アイビー・モード・コールデコット(1880？-1926)と、ウェスレー派牧師である父ウィリアム・ショー・コールデコットの強い反対を押し切って結婚。最初の子供のエレノア・クレア・ホイラー・ウォーレスは、1903年に髄膜炎のため急死し、失意の中で彼らはロンドンに帰る。
ウォレスはロンドンでデイリー・メールで働き、同時に手っ取り早く稼ぐために推理小説を書き始める。1904年に息子ブライアン、1908年に娘のパトリシアが誕生。1903年には、それまで知らなかった生みの母ポリーに対面、60歳で末期的病状、貧しく、金を無心したが追い返され、ブラッドフォードの病院でその年の末に死去した。

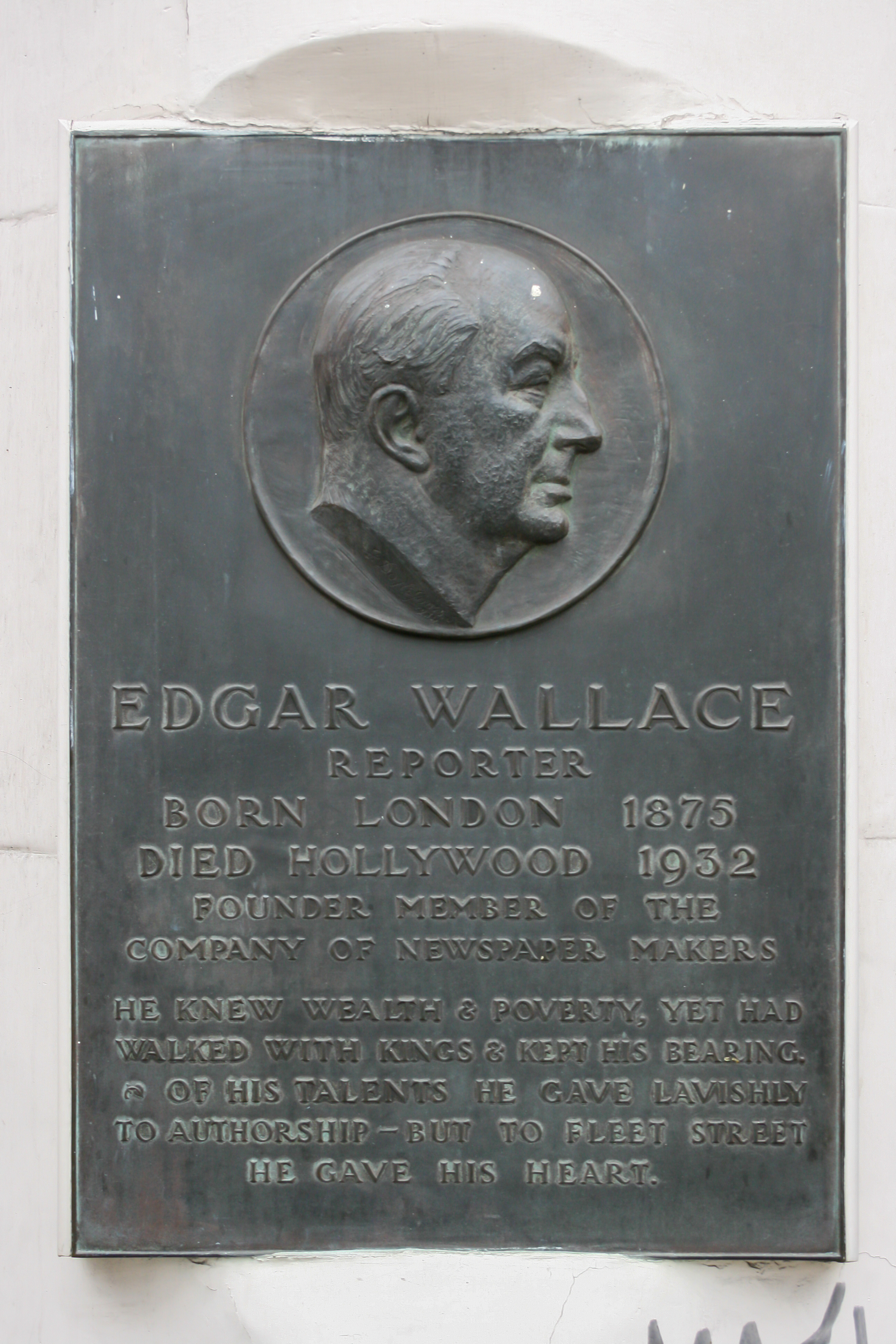
フリート街にある額。かつてここにある『デイリーメール』で働いていた。

ウォレスは本の後援者を見つけられないため、自ら出版社「Tallis Press」を立ち上げ、1905年にスリラー『正義の4人(The Four Just Men)』を出版。郵便による宣伝で好調に売れたが、最終的に経営は悪化し、デイリー・メール経営者のアルフレッド・ハームズワースが彼自身の新聞社への悪影響を懸念したために、ウォレスは手を引かざるを得なくなった。ウォーレスの報告の不正確さが、さらに中傷を生んでデイリー・メールへ届けられてたことも問題となる。1907年にウォーレスは解雇され、彼はその評判のためにどの新聞社も雇ってもらえなくなっていた。家族は破産に近い状態となり、妻のアイビーは生活のために宝石を売らざるを得なくなった。
ウォーレスは1907年に、レオポルド2世とゴム会社による、1500万人のコンゴ人が殺害されるという残虐行為を報告するために、コンゴ自由国を旅した 。ペニー雑誌『Weekly Tale-Teller』のイザベル・ソーンは、ウォーレスの経験を元にした連載物を依頼する。これが1911年に『Sanders of the River』として出版されてベストセラーとなり、1935年には同名で映画化されてポール・ロブスンをスターダムにのし上げた。以後11冊の同種の作品集を出版、それらはエキゾチックな冒険やその地の部族儀礼の物語で、アフリカの川を舞台とし、ほとんどは恋愛もウォーレスの主張も含まない物だった。彼は最初の28冊の本とその映画化権を、直近の収入のために版権抜きで売り払った。1987年になって批評家のデイヴィッド・プリングルは「Sandersの本は、あからさまな差別主義のために現代ではあまり再版されることはないだろう」と記している。
1908から1932年までの間は、ウォーレスの生涯で最も多産な時期だった。初期には主に、イギリスと南アフリカの債権者のために書いた。彼の成功は、ジャーナリストとしての評判を回復し、競馬界の記事を書くようになる。『ウィークエンド』誌、『イブニングニュース』誌に執筆し、『Week-End Racing Supplement』の編集者となり、彼自身の競馬紙『Bibury's』『R. E. Walton's Weekly』を始め、多くの競走馬を購入した。賭け事で多額を失い、その成功にもかかわらず浪費的な生活のために余裕は持てなかった。アイビーは1916年に最後の子供マイケル・ブレア・ウォーレスを生み、1918年の離婚を準備していた。

### 1918–1929年
アイビーは子供たちとタンブリッジ・ウェルズに移り、ウォーレスは彼の秘書で、銀行家フレデリック・キングの娘エセル・バイオレット・キング(1896-1933)に接近した。彼らは1921年に結婚し、1923年にペネロピーが生まれる。ウォーレスは資産のため、1921年にホッダー&ストートン社と、販売権をばらばらに売る代わりに、整理された出版契約を結んだ。これにより彼の本の印税と、全方位的な宣伝キャンペーンを初めて手に入れた。彼らは積極的に、ウォーレスが中折れフェルト帽、パイプ、黄色のロールス・ロイスのトレードマークで知られる有名作家、キング・オブ・スリラーであると宣伝した。彼の言うには、7000語の小説を3日で書き上げ、3冊の本を同時に読み、出版社は彼の書いたものをすべて即時出版することに合意している。1928年にイギリスで読まれた本の4冊に1冊はウォーレスが書いたものだと言われた。彼はSF、映画脚本、第一次世界大戦の全10巻のノンフィクションなど、多くの分野に渡って執筆した。170冊以上の長編小説、18の舞台脚本、957の短編小説を書き、作品は28か国語に翻訳された。批評家のホイーラー・W.ディクソンは、このウォーレスの作業量は、よく知られたいくつかのジョークのネタにされたと指摘している。1922年に『The Detective magazine』誌の創刊号からに連載した『Flat 2』は、1等賞金200ポンドの犯人当て懸賞が付けられたことでも注目された。
ウォーレスはロンドン記者クラブの会長となり、毎年すぐれた作品にエドガー・ウォーレス賞を送った。小説『リンガー』の大きな成功の後、彼の作品の映画化権と引き換えに、英国ライオンフィルム社の会長に任命された。契約により、英国ライオン社の株と、固定額プラス利益の10%の収入を得ることになった。またウォーレスの長男ブライアン・E.ウォーレスを映像編集者として雇用。1929年のウォーレスの収入は、およそ年5万ポンドだった。
ウォーレスは、当時他のほとんどの作家がアマチュア探偵を主人公にしたのとは異なり、警察官を主人公にした最初の犯罪小説家だった。彼の作品のほとんどは独立したもので、シリーズ・ヒーローをめったに使わず、使う場合は本と本の間の連続性の必要な厳密なストーリーは避けた。1923年6月6日のエプソムダービーにおいて、BBCの前身である英国放送会社で、ウォーレスはイギリス最初のラジオ向けスポーツレポーターとなった。
元の妻アイビーは1923年に乳ガンと診断され、腫瘍の摘出はうまくいったものの、1925年に再発、1926年に死去している。
1920年代半ばに「我々の中の病根」と題して、ペドフィリアとショービジネスの世界に関する論争記事を書いた。ショービジネス界の人々が、いかに気づかずに子供たちを略奪者に晒しているかを述べて、ペドフィリアを同性愛に結びつけ、出版業界と、劇場モーグルのジェラルド・ド・モーリエを含む彼の多くの同業者を憤慨させた。伝記作家のマーガレット・レーンは、これが当時の標準であったにせよ、「頑固で、怒鳴りつけ、階段からけり落とす」タイプのエッセイと述べている。

### 政治、アメリカ移住、映画
ウォーレスは自由党の熱心な党員になり、1931年の挙国一致内閣と自由党を拒絶した独立自由党の一人として、1931年イギリス総選挙でブラックプール選挙区で戦い、自由貿易を強く支持した。またSunday News紙を買収して、終刊行となるまでの6ヶ月間、演劇コラムを書きながら編集した。選挙は33,000票を得て落選し、借金を背負い、1931年11月にアメリカに赴いた。その頃ゲインズボロ映画社初期作製のトーキー映画『バスカヴィル家の犬』の脚本も執筆している。
ハリウッドに移ると、RKO社の脚本手直しの仕事に就く。その後に脚本を書いた『en:The Green Pack』は高い評価を得て、さらに高いステータスに押し上げた。ウォーレスは、彼自身の作品『正義の4人』『Ｊ・Ｇ・リーダー氏』などをハリウッド映画化を望んだ。彼の異父兄弟でスタンリー・ホロウェイ付きの脚本家マリオット・エドガーとも出会っている。ギャングアル・カポネを描いた映画『On the Spot』は、脚本家としてのもっとも成功したことを示す。「構成、会話、アクション、プロット、結末、いずれも20世紀メロドラマの中で最も純粋で素晴らしい作品の一つであることは間違いない」と称される。（インデペンデント紙、2000年）チャールズ・ロートンはカポネにあたるトニー・ピレリ役で、俳優として売り出した。

### 死と後日
1931年12月にウォーレスはRKOから、メリアン・C・クーパーのプロデュースするゴリラ映画（『キング・コング』）の仕事を依頼される。しかし1月末に突然頭痛に苦しみ始め、糖尿病と診断された。状態は数日で悪化した。1932年、バイオレットはサウサンプトンを発つ予約をしたが、エドガーは昏睡状態となり、両側肺炎を併発して、ビバリーヒルズのノース・マップル・ドライブで2月7日に死去したという知らせを受けた。フリート街の新聞社オフィスでは半旗を掲げ、聖ブリッジ教会で哀悼の鐘が鳴らされた。彼は故郷に近いバッキンガムシャーのボーンエンドに葬られた。
ウォレスはその成功にもかかわらず、一部は南アフリカ時代からの、多くは競馬のための、かなりの借金を残していた。それから2年で、彼の業績による巨額のロイヤリティが遺産として残された。バイオレットはエドガーから14ヶ月後の1933年4月に、借金の返済を残したまま33歳で死去した。

### 没後

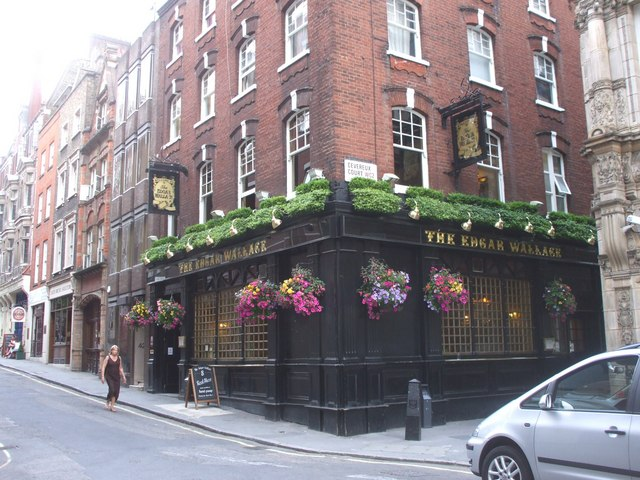
フリート街、エセックス街のエドガー・ウォーレス・パブ

バイオレットは、ウォーレスの遺した娘で、やはり推理小説と犯罪小説の作家となったペネロピに財産を与え、ペネロピは有力な株主で慈善家となった。ペネロピは1955年にジョージ・ホールクローと結婚し、彼らは父の文学の遺産を管理し、1969年にエドガー・ウォーレス・ソサイエティを設立して、ウォーレスの財産を運営し続けた。この仕事はペネロピの娘-ペネロピと名付けられた-によっても続けられた。ソサイエティのメンバーは20ヶ国に広がる。文学作品自体は、現在は「A.P. Watt」ロンドン支部に管理されている。
ウォーレスの長男ブライアン(1904-1971)も、推理小説と犯罪小説の作家になった。ブライアンは1934年にイギリスの作家マーガレット・レーン(1907-94)と結婚。レーンは1938年にウォーレスの伝記を出版した。
『エドガー・ウォレス・ミステリ・マガジン』は犯罪小説、推理小説専門のダイジェスト版月刊誌で、1964-67年に35冊を発行。新作短篇の他に、ウォーレス、アントン・チェーホフ、スタインベック、アガサ・クリスティなどの旧作が掲載された。
160作以上の映画がウォーレスの作品から作られている。またエセックス街とフリート街でウォーレスの名前を付けられたパブがある。

## 作品

### 執筆
ウォーレスは、ワックス・シリンダー（当時のディクタフォン）に吹き込んだものを秘書がタイプするという方法で執筆していた。これが彼が作品を量産し、また物語進行の力になったかもしれない。評価の高いウォーレスの作品の多くは、この方法で2〜3日の間、何カートンもの煙草、ポットのおかわりを繰り返す甘い紅茶とともに缶詰めにされて、しばしば72時間以上ぶっ続けで口述筆記された。彼の小説のほとんどは連載物がだったが、この方法で執筆されていた。他の方法で各回ごとに執筆された連載作品は、物語のエネルギーが違っていて、読者がストーリーの波に乗りにくい。
ウォーレスは口述してタイプされた後で作品を直すことは稀で、そのまま出版社に送られ、他の編集者によって校訂されることを激しく嫌った。会社は事実の間違いの形式的なチェックだけ行って印刷した。
量産のためにゴーストライターを使っているという根拠の無い非難も受け、不品行について漫画や雑文でジョークのタネにされることもあった。高利貸しがドアから巻き取ったような彼の「三日本」は、高い評価を受けるものではなく、自身でも作品に文学的価値を求めなかった。
1919年に『The Weekly News』誌に連載した『淑女怪盗ジェーンの冒険』では、ジョン・アンストルーサ(John Anstruther)のペンネームを使っている。1922年に『The Grand Magazin』誌に発表された「三姉妹の大いなる報酬」(The great Reward)は、その後単行本化されず、当時オーストラリアの新聞に掲載されたものを、21世紀になってファンに発見された。
自身の愛読書について、翻訳権の交渉のため1928年に渡英した木村毅に、ディケンズとリオン・フォイヒトヴァンガーを挙げている。

### テーマと評価
ウォーレスのキャラクターは「自治区委員サンダーズ」のように、アフリカ植民地での白人至上主義を表しており、現代の眼からは根深い差別主義者でパターナリズムである。アフリカ人のこの観点のため、忠実な労働者を求める非常識人として攻撃を受けた。例えばサンダーズは、50万人の人食い人種に「文明」をもたらすと約束する。ジョージ・オーウェルはウォーレスを暴力礼賛者、ファシストの原型と呼んだが、多くの批評家は、当時のマーケットに迎合したポピュリスト作家とみなしている。
170冊の長編を含み5000万部以上を売り上げた、ウォーレスはまったくの大衆迎合作家であり、忘れ去られた。Q.D.リービス、アーノルド・ベネット、ドロシー・L・セイヤーズは、ウォーレスが社会批判も破壊的な提案もまったくしていないこと示し、読書界の善良なものと区別し、ウォーレスへの攻撃を導いた。トロツキーは1935年に病床での回復時にウォーレスの小説を読み、「凡庸、下劣、粗野。認識の影も才能も想像力もない」とみなした。批評家のステインブルーナーとペンズラーは、「ぞんざい、決まり文句、平面的な人物造型、ありきたりな状況だらけ、直感と偶然に頼り、切れが鈍く、紛らわしい行動。ヒーローと悪人が色分けされていて、ユーモラスな召使い、まごつく警察官、生気の無いヒロインといった血の通わない人物は、作品間で取り替えても違和感がない。」と述べている。粗雑な文体から、バーナード・ショーからは"Cheap Literature"（三文文学）、共産党の新聞からは"Shocker"（俗悪文学）といった悪評も受け、アメリカの俗語を多用するのも特徴だった。しかし『The Oxford Companion to the Theatre』では、「彼の作品で（ウォーレスの）犯罪記者としての修行のもたらした、尋常でなく正確なディテール、物語る技術、警察の手法の内部情報、犯罪心理学を示している」と主張されている。
だがウォーレスは、他の多くのスリラー作家と違ってプロット表を使わず、口述方法を好んでいた。批評家ディクソンは、ウォーレスは広く多様な視点と描写を持ち、フェミニズムにおける自己決定権（Barbara on her Own 1926、The Girl from Scotland Yard 1926）、貴族ヒエラルキーの転覆（Chick 1923）、SF（The Day of Uniting 1926）、精神分裂症（The Man who Knew 1919）、自伝（People, 1926）といった様々なテーマを手がけたと述べている。

### SF
ウォーレスはSFを書くことを楽しんでいたが、このジャンルでの労力の割には経済的成功は得られなかった。収入を維持するために、より売れやすい、平凡なスタイルの作品のスタイルを常に思い起こした。『Planetoid 127』（1929年出版、1962年再刊）は、地球科学者が無線通信により、太陽の反対側にあって地球からは見えないもう一つの地球と交信するという短篇で、この「反地球」「反宇宙」というアイデアは、その後SFのサブジャンルとして定着する。ストーリーはキップリングのハードSF『Wireless』にも類似点がある。他のSF小説では、世界中のトウモロコシを死滅させるバイオテロのストーリーで、ドイツによるイギリス攻撃までの短い平和を正確に予言している『The Green Rust』（1925年）、世界中の人間を盲目にする病気を題材にした『The Black Grippe』などがある。

### キングコング

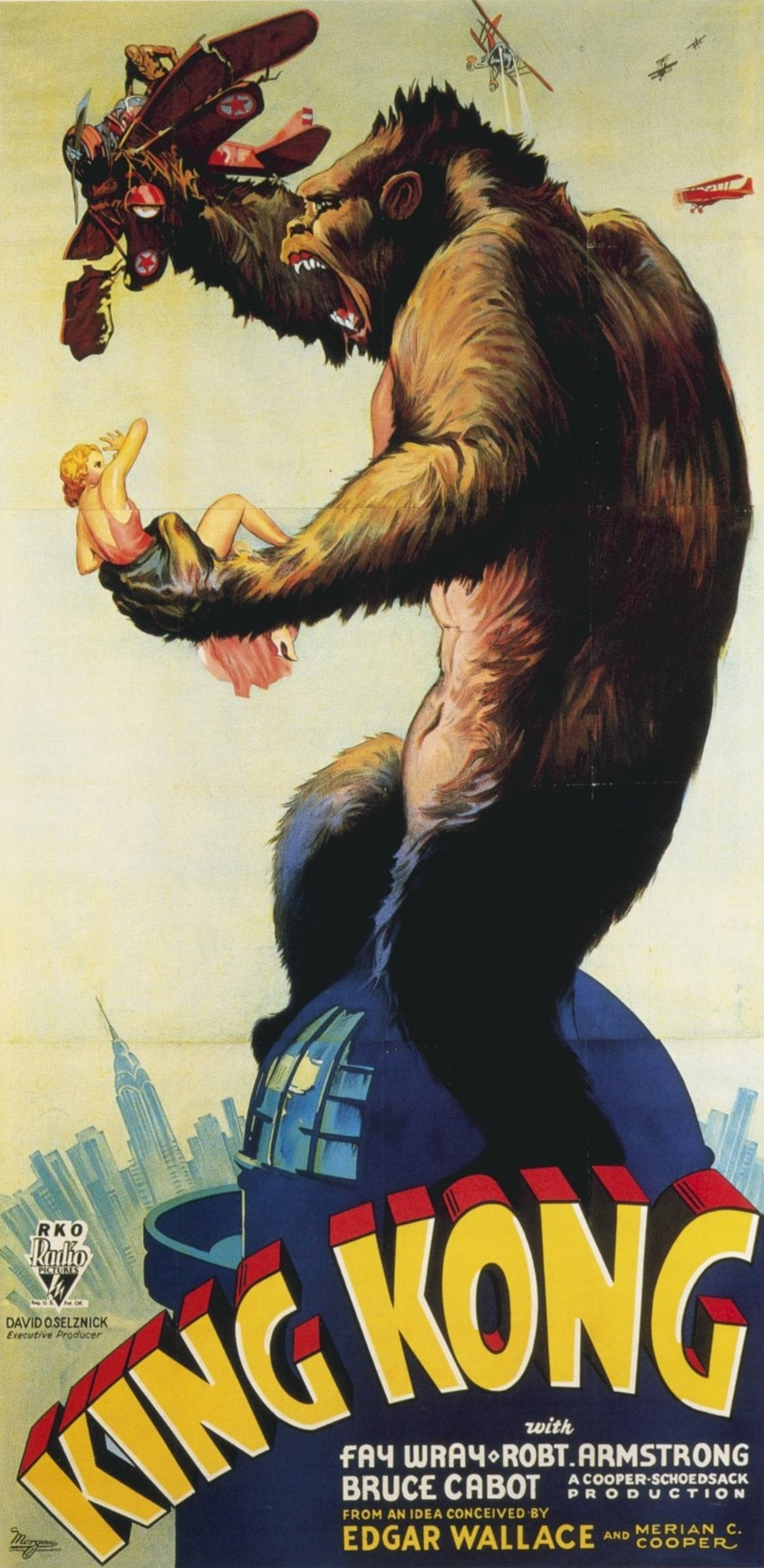
1933年版映画「キング・コング」ポスター

ウォーレスの最後のSFの仕事で、また現代まで最も記憶されているのは映画『キングコング』だ。
ウォーレスは1931年12月から1932年1月の5週間強で、映画『キングコング』の最初のドラフト110ページを書いた。当初はウォーレスの名付けた『The Beast』と呼ばれていた。ウォーレスの日記によると、ドラフト執筆はマリアン・C.クーパーと共同で行った。クーパーはストーリーの概要作りでは、RKOで放棄された同種の作品『Creation』の多くの場面を元にして、部分的に取り入れている。ウォーレスはまたクーパーのアイデアで、場面（シーケンス）毎に脚本を作り、後からそれらを承認するという実行した。またクーパーはプロジェクトの期間、ウォーレスに正しい考え方を学ばせるため、トッド・ブラウニングの『魔人ドラキュラ』、ジェイムズ・ホエールの『フランケンシュタイン』といった最近の様々な映画を見せないようにした。クーパーとアーネスト・B・シューザックは、脚本のドラフトを見てぞくぞくしたが、最終的な撮影用脚本とはならない最初のラフなドラフトと、110ページの脚本ができたところでウォーレスは死去。ウォーレスの脚本そのままの断片は、
まずジャングルでの会話無しのアクションシーンが、RKOの会議用に最初に撮影するフィルムとなった。シェードザックの妻ルース・ローズが脚本を発展させる作業に採用された。仕上げ作業には、『もっとも危険なゲーム』の脚本家ジェームズ・アシュモア・クリールマンを用いた。ウォーレスのオリジナル脚本は、ロナルド・ゴッテスマン編『The Girl in the Hairy Paw』（1976年）、及び2005年製作『キング・コング』の現代ライブラリ版序文でマーク・コッタにより解析、議論されている。
1932年12月に、ウォーレスによる『キングコング』物語と脚本が、デロス・W.ラヴレースにより小説化及び再編集されて、書籍『キングコング』として発行された。これはウォーレス、クーパー、ラヴレースと、出版したグロセット&ダンラップ社の実績と言える。この本はアメリカでは、2005年にグレッグ・ベアによる紹介文と、マーク・コッタの序文によりランダムハウス現代ライブラリから、及びペンギンブックスから再刊された。イギリスではヴィクター・ゴランツ社からハードカバー版が2005年に出版。ペーパーバック版では、1965年に出たアメリカのバンタムブック社版が最初で、イギリスでは1966年にコーギー社から出版された。映画のリメイク版の公開された1976年にはグロセット&ダンラップ社で、ペーパーバックとハードカバーで小説版を再刊。同じ年にテンポ社とフューテュラ社でもペーパーバック版が出た。2005年、会話を収めたオーディオブックのCDが、レイ・ブラッドベリ、ハーラン・エリスン、レイ・ハリーハウゼンの解説を付して、ブラックストーン・オーディオブックス社からリリース。2005年には小説のドイツ語版、チェコ語版も出ている。
1933年に『シネマ・ウィークリー』は、ウォーレスとドライコット・モンタギュー・デル(1888–1940)の名義で、短編小説「キングコング」を出版。ウォーレスとクーパーは、本、短編小説、続き物として物語を発展させることを認める契約にサインしていた。ウォルター・F. リッパーガーは1933年に、『ミステリー』誌2-3月号でウォーレスとクーパーのストーリー「キングコング」を2回連載で執筆した。

### 西ドイツ
1959年、ウォーレスの業績の再評価が西ドイツで起き、長男のブライアンはウォーレスの一連のB級映画の編集、監督のためにしばしば同地に渡って、TV用映画フィルムを作製した。これらはその後、深夜TVの定番となる。2005年、オリバー・カルコフィは、ウォーレスのポピュラーなモノクロ映画へのオマージュとして『Der Wixxer』を、おびただしい人数の著名コメディアンを起用して製作した。
他の地域に比べて、ドイツではより多くのウォーレスの本が刊行されており、彼の業績は一貫してポピュラーであり続けた。

### 日本
日本で最初の翻訳は、1923年に『秘密探偵雑誌』に松本泰（藤井巌名義）訳「血染の鍵」が連載されたもので、続いて『新青年』夏期増刊号に延原謙訳「渦巻く濃霧」(Flat 2)が掲載された。松本泰はウォーレスについて『探偵小説通』で「英国風の落着のある上品な筆致で」「怪奇な味と、事件の発展に伴ふ犯罪的魅力を持つて読者を引きつけてゆく」と評し、人物の英国紳士的なヒロイズムが人気の理由としている。1925年に博文館「探偵小説叢書」として出た、梶原信一郎訳『迷路の花』(The Missing Million)が最初の単行本で、『正義の四人』は1926年に『新青年』に延原謙訳で連載された。
1929年の改造社「世界大衆文学全集」47巻で水野泰舜訳『正義の人々・他』(The Four Just Men、The Council of Justice）、同年春陽堂「探偵小説全集」8巻で松本恵子訳『叛逆者の門』(The Traitor's Gate)、1930年平凡社「世界探偵小説全集」では、12巻で直木三十五訳『影の人』、13巻で松本泰訳『鉄槌』が収められ、同年博文館「世界探偵小説全集」18巻で『渦巻く濃霧』が収められている。1939年に紫文閣「翻訳大衆小説シリーズ」から泉一郎訳『黄色い蛇』(The Yellow Snake)が出て以後、翻訳は数少なかったが、21世紀になってから『正義の四人/ロンドン大包囲網』『淑女怪盗ジェーンの冒険』『真紅の輪』などが翻訳刊行されている。
ウォーレスの作品は文章が平易であることから、当時の英語学習用にしばしば使われており、1931年には大倉広文堂で重見博一編『ウォレス・ショート・ストーリーズ』が出版され、澤村寅二郎の序文では「一と昔前のConan Doyleに匹敵する現代英国の大衆作家」と紹介されている。

## ミステリ（探偵、刑事などが主役）作品

### 特捜部のT. B. スミス・シリーズ
- 「九頭の熊」The Nine Bears or The Other Man or The Cheaters (1910) - 第一長編。エルク巡査部長も登場
- 「戒厳令の夜」The Admirable Carfew (1914) - 中短編集。特捜部のスミスは、正義の四人、スミジー三等兵に続き、ウォーレスが創造した３番目のシリーズ・キャラクター。シリーズ探偵では最初の登場である。
- 「秘密の館」The Secret House  (1917) - 第二長編。社交界の名士宅の前に横たわる男の死体が二つ。被害者は外国人らしい。ロンドン警視庁で特捜部に属するスミスが捜査にあたる。

### エルク巡査部長（のちエルク警部補）シリーズ
| - 「九頭の熊」The Nine Bears or The Other Man or The Cheaters (1910) - エルクの初登場作だが、探偵役は特捜部の T. B. スミス。 - revised as Silinski – Master Criminal (1930) - エルクは特捜部のスミスと同時期に登場したキャラクターだが、シリーズ探偵となるのは遅れた。 - 「フロッグ親分と野郎ども」The Fellowship of the Frog (1925) - 1937年に映画化The Frog - 「暗号解読器コロッサス」The Joker or The Colossus (1926) | - 「ツイスター」The Twister (1928) - 「変身ゴム仮面」The India-Rubber Men (1929) - 1938年に映画化 Return of the Frog。ただし、登場するのが「ゴム仮面」から「フロッグ親分」に変えられている。 - 「白面の魔人」White Face (1930) |

### 公訴局偽造係J.G.リーダー氏シリーズ
| - 「アジトは13号室」Room 13 (1924) - リーダー氏初登場の長編。ただし、リーダー氏は脇役で、紙幣偽造犯と対決する主人公が別にいる。 - 「リーダー氏の心」The Mind of Mr. J. G. Reeder (アメリカ版The Murder Book of Mr. J. G. Reeder) (1925) - 第一短編集 - 「恐怖は続く」Terror Keep (1927) - 長編第二作 | - 「赤のエースたち」Red Aces (1929) - 第二短編集。表題作は同年映画化。 - 「血塗られた鉤」The Crook in Crimson(1929) - 「リーダー氏の帰還」The Guv'nor and Other Short Stories (アメリカ版Mr. Reeder Returns) (1932) - 中編集。 |

### ミンター警視シリーズ
- 「コテージの足跡」Big Foot (1927) - ミンター警視が初登場の長編。同年に映画化。
- 「孤立した一軒家」 The Lone House Mystery and Other Stories (1929) - 短編集

### 読心探偵オレイター・シリーズ
- 「オレイターの読心術」 The Orator (1928) - 他人の心が読め、「オレイター（雄弁家）」と呼ばれるＯ.レイター刑事を主人公にした中短編集。

### 淑女探偵レスリー・モーガンもの
- 「四角い緑柱石」 The Square Emerald or The Woman (1926) - 警視副総監の娘と、彼女を持て余す刑事が活躍するライトミステリー。

### 記者ワイズ・サイモンもの
- 「事件記者」The Reporter (1929)

## ミステリ（義賊、悪漢などが主役）作品

### 正義の四人（のち正義の三人）シリーズ
| - 「正義の四人」The Four Just Men (1905) - 長編第一作。ウォーレスの処女長編でもある。 - 「正義の会議」The Council of Justice (1908) - 長編第二作 - 「正義の遠征（コルドバの四人）」The Just Men of Cordova (1917) - 長編第三作 - 「正義の三人」The Three Just Men (1926) - 長編第四作。四人目を補充せず、三人体制となる。 | - 「正義の人々（正義の法律）」The Law of the Four Just Men (アメリカ版Again the Three Just Men) (1921) - 第一短編集 - 「正義の二人」 a.k.a. The Complete Four Just Men (アメリカ版The Two Just Men) (2012) - 長編のダイジェストと第一短編集の新刷に、メンバー2人のみの登場する作品を加えた合本。 ウォーレスの没後80周年記念ハードカバー。 - 「又も三人」Again the Three Just Men (アメリカ版The Law of the Three Just Men) (1929) - 第二短編集。 - 「正義の一人」 a.k.a. Again the Three (アメリカ版Raymond Poiccart's Own Case ) (1968) - ウォーレスの没後に出た第二短編集の新刷版。最後に執筆された表題中篇を併録。 |

### ブリガンド・ニュートン（キャプテン・ヘックス）シリーズ
- 「キャプテン・ヘックスの初仕事」Captain Reggie Hex (1919) - のちに「ブリガンド」を名乗る元軍人レジナルド・ヘックスの7つの非合法な仕事を納めた短編集。
- 「山賊ブリガンドの大仕事」The Brigand (1927) - 「キャプテン」から「ブリガンド（山賊）」に名乗りを改めた[32]ニュートン（前名ヘックス）の「裏の仕事」を集めた第二短編集。

### 調整者アンソニー・スミス（ふざけた三人組・サンディ、ソール、サム）シリーズ
- 「ふざけた三人組」The Scallywags- the Adventures of a Rollicking Trio(1920) - 短編および掌編（ショートショート）集
- 「調整者ミクサー」The Mixer (1927) - 上記作品集を改題し、サンディ以外の２人をポールとアンソニー（通称ミクサー）に変えた新作を追加した作品集。

### リンガー（詐欺師アーサー・ミルトン）シリーズ
- 「鉄槌」The Gaunt Stranger or Police Work (1925) - リンガー初登場の長編
- revised as The Ringer (1926)- 上記長編の改訂・改題版
- 「リンガーふたたび」 Again the Ringer (アメリカ版The Ringer Returns) (1929) - 短編集

### エレガント・エドワード・シリーズ
- 「エレガント・エドワードの挑戦」Elegant Edward (1928) - 洒落もの紳士・エドワードが活躍する短編および掌編（ショートショート）集

### グリーンアーチャーもの
- 「碧緑の射手」The Green Archer (1923) - 1940年に映画化、The Green Archer

### フォー・スクウェア・ジェーンもの
- 「淑女怪盗ジェーンの冒険」Four Square Jane or The Fourth Square (1929)

## ミステリ（ノンシリーズ、特定キャラクターなし）作品

### スリラー・本格・犯罪小説など
| - 「天使の従騎士」Angel Esquire (1908) - 金庫の暗証番号を秘めたまま殺された億万長者。犯人と暗証番号を推理するミステリ長編。 - 「第四の流行病」The Fourth Plague or Red Hand (1913) - 伝説の機密結社「赤手組（Red Hand）」の首領（ドン）一家の相克を描く犯罪小説。 - 「嵌められた競馬狂」Grey Timothy or Pallard the Punter (1913) - 株式の市場操作と競馬の八百長をテーマにした経済ミステリ。 - 「ロンドン買います」The Man Who Bought London (1915) - 「死の旋律」The Melody of Death (1915) - 「債務免除」A Debt Discharged (1916) - 「中華皇帝の陵墓」The Tomb of T'Sin (1916) - 「ねじれた蝋燭の手がかり」The Clue of the Twisted Candle (1918) - 「斜行する競走馬」Down under Donovan (1918) - 「すべてを知れる男」The Man Who Knew (1918) - 「ラリー・ローマンの堕落」The Strange Lapses of Larry Loman (1918) (Short Novelette) - 「ケイト・プラス・テン」Kate Plus Ten (1919) - 「黄水仙事件」The Daffodil Mystery or The Daffodil Murder (1920) - 「ジャックの審判」Jack O'Judgment (1920) - 「戦慄の堕天使」The Angel of Terror or The Destroying Angel (1922) - 「真紅の輪」The Crimson Circle (1922)- 謎の秘密結社をめぐるスリラー。 - 「のるかそるか」Mr. Justice Maxell or Take-A-Chance Anderson( 1922) - 「亡霊たちの峡谷」The Valley of Ghosts (1922) - 「モロプロスの殺人」Captains of Souls (1923) - 「血染めの鍵」（ピンの手がかり）The Clue of the New Pin (1923) - 密室を扱ったミステリ。1961年に映画化 The Clue of the New Pin。日本でのウォーレス初翻訳の作品。2018年に新訳が出版。 - 「迷路の花」The Missing Million (1923) - Double Dan (アメリカ版Diana of Kara-Kara) (1924) - The Face in the Night or The Diamond Men or The Ragged Princess (1924) - The Sinister Man (1924) - The Three Oak Mystery (1924) - The Blue Hand or Beyond Recall (1925) - 「夜の娘たち」The Daughters of the Night (1925) - A King by Night (1925) - The Strange Countess (1925) - The Avenger or The Hairy Arm (1926) - 「ブラック・アボット」The Black Abbot (1926) - The Day of Uniting (1926) - 「七つの錠前」The Door with Seven Locks (1926) | - 「モロッコから来た男」The Man from Morocco or Souls In Shadows (アメリカ版The Black) (1926) - The Million Dollar Story (1926) - The Northing Tramp or The Tramp (1926) - Penelope of the Polyantha (1926) - The Terrible People or The Gallows' Hand (1926) - We Shall See! (アメリカ版The Gaol-Breakers) (1926) - 「黄色い蛇」 The Yellow Snake or The Black Tenth (1926) - 「ククルカンの神殿」The Feathered Serpent or Inspector Wade (1927) - 1934年に映画化。The Feathered Serpent ククルカン(Feathered Serpent) は古代グアテマラの蛇神。 or Inspector Wade and the Feathered Serpent (1927) - 「渦巻く濃霧」Flat 2 (1927) - 犯人当て懸賞付きミステリ長編。 - 「反逆者の門」The Traitor's Gate (1927) - The Forger or The Counterfeiter (1927) - The Hand of Power or The Proud Sons of Ragusa (1927) - 「影の人」The Man Who Was Nobody (1927) - Number Six (1927) - The Squeaker or The Sign of the Leopard (アメリカ版The Squealer) (1927) - The Double (1928) - The Flying Squad (1928) - The Gunner (アメリカ版Gunman's Bluff) (1928) - 「黄金島奇譚」The Golden Hades or Stamped In Gold or The Sinister Yellow Sign (1929) - 「シバ女王の礼帯」The Ghost of Down Hill & The Queen of Sheba's Belt (1929) - 「緑のリボン」The Green Ribbon (1929) - 「カレンダー」The Calendar (1930) - 「銀色の鍵」The Clue of the Silver Key or The Silver Key (1930) - The Lady of Ascot (1930) - The Devil Man or Sinister Street or Silver Steel or The Life and Death of Charles Peace (1931) - The Man at the Carlton or The Mystery of Mary Grier (1931) - The Coat of Arms or The Arranways Mystery (1931) - On the Spot: Violence and Murder in Chicago (1931) - When the Gangs Came to London or Scotland Yard's Yankee Dick or The Gangsters Come To London (1932) - The Frightened Lady or The Case of the Frightened Lady or Criminal At Large (1933) - 「倫敦への道」The Road to London (1986) |

### ノヴェライズ作品（舞台劇の小説化）
- The Green Pack (1933)[33]
- The Man Who Changed His Name (1935)[33]
- The Mouthpiece (1935)[33]
- Smoky Cell (1935)[33]
- The Table (1936)[33]
- Sanctuary Island (1936)[33]

## ＳＦ作品

### キングコング
- 「キングコング」King Kong, with Draycott M. Dell, (1933), 28 October 1933 Cinema Weekly - 同題映画のノヴェライズ。モンタギュー・デルと共著。

### その他ＳＦ
- 「緑の恐怖」The Green Rust (1919) - 世界中の穀物を、緑色の黴で死滅させる化学兵器を扱った作品。
- 「黒の恐怖」The Black Grippe  (1920) - ヘレフォード・ベヴァン博士が人類を失明させる疫病と戦うＳＦパニックもの。
- 「黒眼の怪物」The Dark Eyes of London or The Croakers (1924) - 1961年に映画化。The Human Monster
- 「もうひとつの地球」Planetoid 127 and The Sweizer Pump (1929) - 太陽の反対側にあって地球からは見えない別の地球と交信するSF作品。

## ミステリ・ＳＦ以外の作品

### アフリカ小説（サンダーズ弁務官＆ボーンズ中尉と部族長ボサンボ）
| - 「川の部族とサンダーズ」Sanders of the River (1911) - 1935年映画化。日本公開時の邦題は『コンゴウ部隊』 - 「われら川の部族」The People of the River (1911) - 短編集。モンロビア族長のボサンボと英国人統治者サンダーズ（のちにボーンズが加わる）は、正義の四人、スミジー三等兵、特捜部のスミス、エルク巡査部長に続き、ウォーレスが創造した５番目のシリーズ・キャラクター。 - 「英雄たちの川」The River of Stars (1913) - 長編。1921年映画化。The River of Stars - 「部族長ボサンボ」Bosambo of the River (1914) - 短編集。収録作から Guns in The Akasava が1971年映画化。 The Devil Came from Akasava - 「ボーンズ登場」Bones (1915) - 短編集。ボーンズ中尉の初登場作。 | - 「王国の守護者たち」The Keepers of the King's Peace (1917) - 「ボーンズの事件簿」Lieutenant Bones (1918) - 短編集。 - Bones in London (1921) - Sandi the Kingmaker (1922) - Bones of the River (1923) - 「サンダーズの事件簿」Sanders (アメリカ版Mr. Commissioner Sanders) (1926) - 短編集。 - 「帰ってきたサンダーズ」Again Sanders (1928) - アフリカ（英領コンゴ）もの最後の作品。 |

### 予想屋のエヴァンス・シリーズ
- 「教養あるエヴァンス[35]」Educated Evans (1924) - 競馬の予想と競走馬の調教を行なうエヴァンスが、顧客の難題や馬泥棒の被害に右往左往するが、最後には勝利してしまう喜劇。1936年にMax Miller 主演で映画化。Educated Evans
- 「物知りエヴァンス」More Educated Evans (1926)
- 「名人エヴァンス」Good Evans (1927)

### 落第一兵卒（スミジーとノビーの英国軍スケッチ）シリーズ
- 「スミジー従軍記[36]」Smithy (1905) - スミジー三等兵は、ウォーレスが「正義の四人」に続いて創造した２番目のシリーズ・キャラクターである。落ちこぼれだが、年功で三等兵[37]に昇進したスミジーが英国軍で巻き起こすドタバタ喜劇。
- 「スミジーの海外駐屯（おんぼろ兵舎スケッチ）」Smithy Abroad (1909)
- 「スミジーの想い人（婦人部隊スケッチ）」Smithy and The Hun (1915)
- 「同期兵ノビー」Nobby or Smithy's Friend Nobby (1916) - スミジーの同期・ノビー三等兵を主人公にしたスピンオフ作品。

### 英国軍飛行隊もの
- 「飛行隊のタム中尉」Tam O' the Scouts (1918) - 英国軍の飛行隊を扱った戦争もの。
- 「闘う飛行隊」The Fighting Scouts (1919) - 飛行隊の物語の続編。

### その他の小説（ノンシリーズ）
| - 「海賊タサムの島」Captain Tatham of Tatham Island or Eve's Island or The Island of Galloping Gold (1909) - 「辺境の大公」The Duke in the Suburbs (1909) - 「ディック・セルビー物語」Private Selby (1912) - 「致命的な平和」"1925" – The Story of a Fatal Peace (1915) - 戦争もの。ウォーレス自身が序文を書き、欧州の戦争と平和、そしてドイツ軍などについて言及している。 - 「密偵ハイネの諜報活動」The Adventure of Heine (1917) - 英国に潜入したドイツのスパイを扱った実話に基づく物語。 | - Those Folk of Bulboro (1918) - The Book of all Power (1921) - 「三姉妹の大いなる報酬」The great Reward (1922) - ユーモア小説。生前には単行本化されず、21世紀にファンが発見。 - Flying Fifty-five (1922) - The Books of Bart (1923) - Barbara on Her Own (1926) |

## 短編集（ノンシリーズ）
| - 「ひよこ」Chick (1923) - 社会風刺の喜劇短編集。 - 「黒きエイボン川」The Black Avons (1925) - 「イングランド賛歌」This England (1927) - The Thief in the Night (1928) - The Governor of Chi-Foo (1929) - 「四大巨悪」The Big Four or Crooks of Society (1929) - The Black or Blackmailers I Have Foiled (1929) - The Cat-Burglar (1929) - Circumstantial Evidence (1929) - Fighting Snub Reilly (1929) - For Information Received (1929) - Forty-Eight Short Stories (1929) - The Iron Grip (1929) - The Lady of Little Hell (1929) - The Little Green Man (1929) - The Prison-Breakers (1929) - Killer Kay (1930) - Mrs William Jones and Bill (1930) | - Forty Eight Short-Stories (George Newnes Limited ca. 1930) - The Stretelli Case and Other Mystery Stories (1930) - The Terror (1930) - The Lady Called Nita (1930) - Sergeant Sir Peter or Sergeant Dunn, C.I.D. (1932) - The Scotland Yard Book of Edgar Wallace (1932) - The Steward (1932) - Nig-Nog and other humorous stories (1934) - The Last Adventure (1934) - The Woman From the East (1934) Co-written By Robert George Curtis - The Edgar Wallace Reader of Mystery and Adventure (1943) - The Undisclosed Client (1963) - The Man Who Married His Cook (White Lion, 1976) - The Death Room: Strange and Startling Stories (1986) - The Sooper and Others (1984) - Stories collected in the Death Room (William Kimber, 1986) - Winning Colours: The Selected Racing Writings of Edgar Wallace (1991) |

## 映画脚本
| - 「キングコング 」King Kong (1932, first draft of original screenplay, 110 pages) While the script was not used in its entirety, much of it was retained for the final screenplay. Portions of the original Wallace screenplay were published in 1976. While the screenplay is preserved, it remains unpublished. Instead, the Delos Lovelace transcription remains the official book-length treatment of the story. | - 「呪いの魔犬」The Hound of the Baskervilles (1932, British film) - The Squeaker (1930, British film) - Prince Gabby (1929, British film) - Mark of the Frog (1928, American film) - The Valley of Ghosts (1928, British film) |

## 戯曲
| - An African Millionaire (1904) - The Forest of Happy Dreams (1910) - Dolly Cutting Herself (1911) - The Manager's Dream (1914) - M'Lady (1921) - Double Dan (1926) - The Mystery of room 45 (1926) - A Perfect Gentleman (1927) - The Terror (1927) - Traitors Gate (1927) - The Lad (1928) - The Man Who Changed His Name (1928) - The Squeaker (1928) | - The Calendar (1929) - Persons Unknown (1929) - The Ringer (1929)-同題長編（詐欺師ミルトンもの）の戯曲化 - The Mouthpiece (1930) - On the Spot (1930) - Smoky Cell (1930) - The Squeaker (1930) - To Oblige A Lady (1930) - The Case of the Frightened Lady (1931) - The Old Man (1931) - The Green Pack (1932) - The Table (1932) |

## ノンフィクション
| - Unofficial Despatches of the Anglo-Boer War (1901) - Famous Scottish Regiments (1914) - Field Marshal Sir John French (1914) - Heroes All: Gallant Deeds of the War (1914) - The Standard History of the War (1914) - Kitchener's Army and the Territorial Forces: The Full Story of a Great Achievement (1915) - Vol. 2–4. War of the Nations (1915) - Vol. 5–7. War of the Nations (1916) - Vol. 8–9. War of the Nations (1917) | - Famous Men and Battles of the British Empire (1917) - Tam of the Scouts (1918) - The Real Shell-Man: The Story of Chetwynd of Chilwell (1919) - People or Edgar Wallace by Himself(1926) - The Trial of Patrick Herbert Mahon (1928) - My Hollywood Diary (1932) |

## 詩集
| - The Mission That Failed (1898) | - War and Other Poems (1900) - Writ In Barracks (1900) |

## 日本語訳
- 『迷路の花（探偵傑作叢書 32）』梶原信一郎訳、博文館、1925年（The Missing Milion）
- 『正義の四人（探偵傑作叢書 48）』延原謙訳、博文館、1926年（The Four Just Men）
- 『血染めの鍵（探偵小説全集 8）』松本泰訳、春陽堂、1929年（The Clue of the New Pin）
- 『鉄槌（世界探偵小説全集 13）』松本泰訳、平凡社、1930年（The Ringer）
- 『渦巻く濃霧（世界探偵小説全集 18）』延原謙訳、博文館、1930年（Flat 2）
- 『影の人（世界探偵小説全集 12）』直木三十五訳、平凡社、1930年（The Man Who Was Nobody）
- 『正義の人々（世界大衆文学全集 77）』水野泰舜訳、改造社、1931年（The Four Just Men）
- 『黄水仙事件』吉田甲子太郎訳、尖端社、1931年（The Daffodil Mystery）
- 『黄色い蛇』泉一郎訳、紫文閣、1939年（The Yellow Snake）
- 『正義の四人（世界推理小説大系 14）』長谷川修二訳、東都書房、1963年（The Four Just Men）
- 『正義の四人／ロンドン大包囲網（海外ミステリGemコレクション 7）』宮崎ひとみ訳、長崎出版、2007年（The Four Just Men）
- 『淑女怪盗ジェーンの冒険（論創海外ミステリ 142）』川原あかね訳、論創社、2015年（Four-Square Jane）
- 『真紅の輪 (論創海外ミステリ 147) 』福森典子訳、論創社、2015年（The Crimson Circle）
- 『ねじれた蝋燭の手がかり』白石肇訳、仙仁社、2023年（The Clue of the Twisted Candle）

## 関連文献
- Neil Clark Stranger than Fiction: The Life of Edgar Wallace, the Man Who Created King Kong, (The History Press, October 2014 (UK), February 2015 (US)) ISBN 978-0752498829
- J. R. Cox ‘Edgar Wallace’, in British mystery writers, 1860–1919, ed. B. Benstock and T. F. Staley, (1988)
- Robert Curtis Edgar Wallace Each Way by  (John Long, 1932)
- Amnon Kabatchnik "Edgar Wallace" in Blood on the Stage, 1925–1950: Milestone Plays of Crime, Mystery, and Detection (Scarecrow Press, 2010) pp. 7–16 ISBN 9780810869639
- Margaret Lane Edgar Wallace, The Biography of a Phenomenon (William Heinemann, October 1938). Revised and reprinted in 1965. An abridged version was issued in Reader's Digest, Vol. 34, No. 205, May 1939.
- W. O. G. Lofts and D. Adley The British bibliography of Edgar Wallace (1969)
- J. E. Nolan Edgar Wallace in Films in Review, 18 (1967), 71–85
- E. Wallace People: a short autobiography (1926)
- E. Wallace My Hollywood diary (1932)
- Ethel V. Wallace Edgar Wallace by His Wife by  (Hutchinson, 1932)